# Dead Man (colonna sonora)
Dead Man è una colonna sonora sperimentale del film omonimo del regista Jim Jarmusch, realizzata da Neil Young. Il film è uscito un anno prima (1995) della pubblicazione di questo disco.
Il CD è composto da 13 brani, spesso lunghe variazioni del tema principale, in cui sono intramezzate parti strumentali di Neil Young e parti vocali dell'attore protagonista del film Johnny Depp che legge versi del poeta inglese William Blake.
Nel videoclip che ha accompagnato il brano portante del disco si vede Young che improvvisa in sala di registrazione, seguendo in contemporanea le immagini del film su uno schermo.
Il tema principale, che apre e chiude il film, non è incluso, ma venne realizzato come singolo.

## Tracce
1. "Guitar Solo 1" (Young) - 5:17
2. "The Round Stones Beneath The Earth..." - 3:31
3. "Guitar Solo 2" - 2:03
4. "Why Does Thou Hide Thyself, Clouds..." - 2:24
5. "Organ Solo" - 1:33
6. "Do You Know How To Use This Weapon?" - 4:24
7. "Guitar Solo 3" - 4:31
8. "Nobody's Story" - 6:35
9. "Guitar Solo 4" - 4:22
10. "Stupid White Men..." - 8:45
11. "Guitar Solo 5" - 14:40
12. "Time For You To Leave, William Blake..." - 0:51
13. "Guitar Solo 6" - 3:22

## Cast
Neil Young - Compositore, Produttore
Johnny Depp - Lettore